# Harpalus griseus
Harpalus griseus, auch Stumpfhalsiger Haarschnellläufer genannt, ist eine Art der Laufkäfer mit Verbreitung in der Paläarktis.

## Merkmale

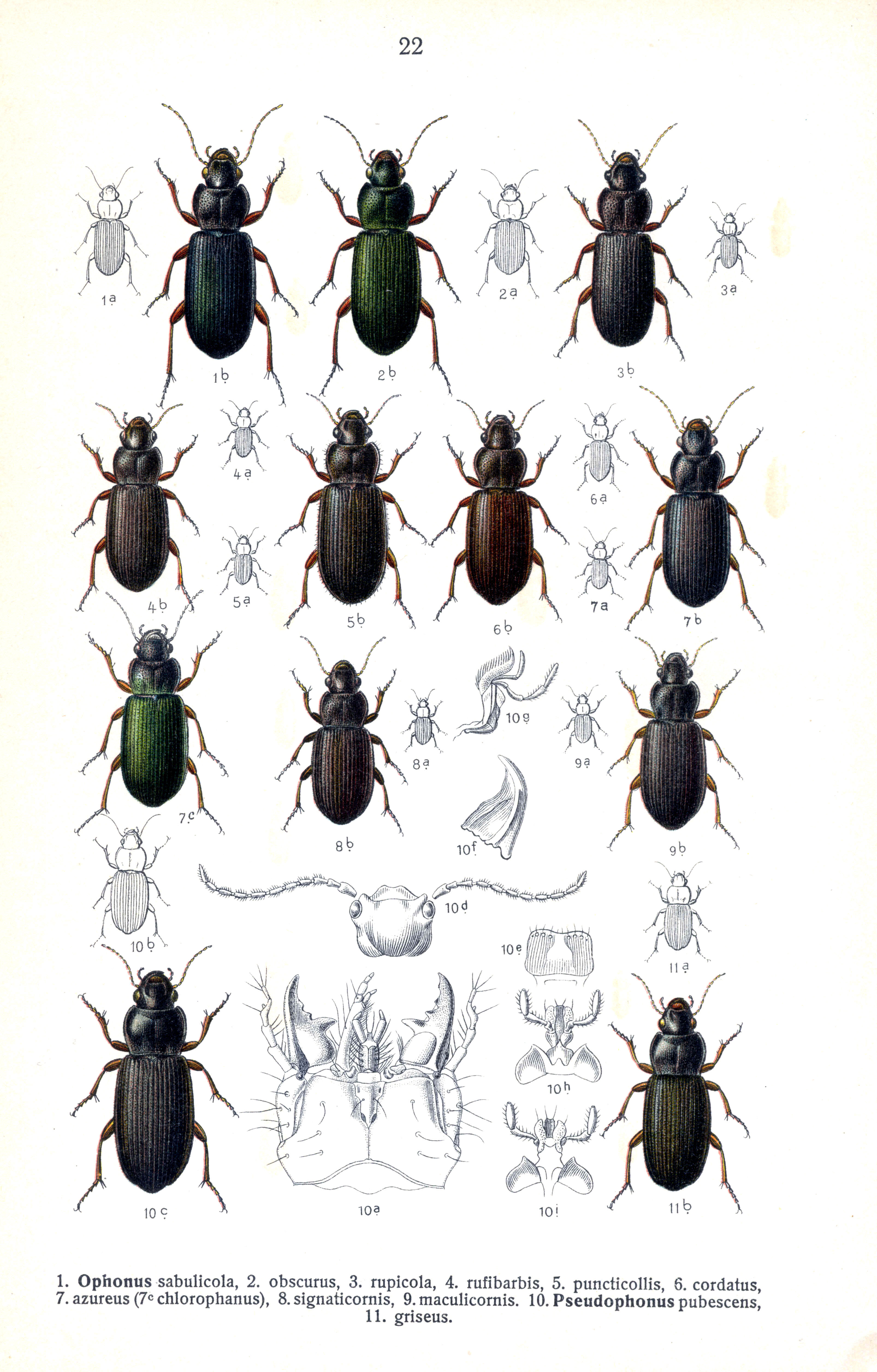
Tafel mit verwandten Arten aus Edmund Reitter: Fauna Germanica. Die Käfer des Deutschen Reiches, 1909. Die Art, als Pseudoophonus griseus als Nr. 11 unten rechts

Harpalus griseus erreicht eine Körperlänge von 9 bis 11 (8,3 bis 12,5) Millimeter. Er ist oberseits von rotbraun oder pechbraun bis schwarz gefärbt, Fühler und Beine gelbrot bis rotbraun. Von den verwandten, teilweise im Habitus sehr ähnlichen Arten ist er an folgenden Merkmalen unterscheidbar: Die Glieder der Tarsen sind auf der Oberseite deutlich behaart. Am Kopf sind die Schläfen unbehaart, die Elytren (Deckflügel) dicht und fein punktiert und durchgehend kurz gelblich oder hellgrau behaart, abgesetzte Porenpunkte (aus denen ein Sinneshaar entspringt) sind in den flachen Zwischenräumen zwischen den Flügeldeckenstreifen nicht vorhanden. Die Art ist voll geflügelt (makropter) und flugfähig. Die Seiten des Halsschilds sind nach hinten geradlinig verengt (nicht seitlich eingebuchtet), seine Hinterecken stumpfwinklig und leicht verrundet. Die Scheibe (zentrale Oberseite) des Halsschilds  ist unpunktiert. Der Hinterleib ist in der Mitte fein punktiert und behaart, zu den Seiten hin glatt. Charakteristische Haarborsten (Setae) sind: ein Paar vorn am Clypeus, ein Paar an den Seiten des Halsschilds.
Eine sehr ähnliche, häufige Art ist Harpalus rufipes.

## Verbreitung
Harpalus griseus ist nahezu über die gesamte Paläarktis verbreitet. Das Verbreitungsgebiet reicht von den Azoren und Nordwest-Afrika im Westen bis nach Sachalin, den Süd-Kurilen, Korea und Japan im Osten. Im Süden wird Nord-Vietnam erreicht. Die Art ist in Mitteleuropa überall verbreitet und meist häufig, in Tschechien und der Slowakei sehr häufig, in Deutschland überall verbreitet, aber im Süden und Westen seltener. Sie ist in Deutschland ungefährdet.

## Ökologie
Die Art bevorzugt trockene bis mittlere, offene und unbeschattete Habitate, oft auf Sandboden. Sie wird oft auf Äckern gefunden, kommt aber auch in Wiesen und Ruderalflächen vor. Sie breitet sich fliegend aus und wird gelegentlich nachts an Lichtfallen gefunden. Die Käfer ernähren sich teilweise räuberisch, teilweise von pflanzlicher Nahrung, insbesondere von Samen. Gegenüber Harpalus rufipes ernährt sich die Art in Äckern weniger von Getreidekörnern und mehr von Unkrautsamen.

## Taxonomie und Systematik
Die Art wurde, als Carabus griseus „Der Graue Laufkäfer“, in der Bearbeitung von Georg Wolfgang Franz Panzer in dem Sammelwerk Faunae insectorum Germanicae initia, oder Deutschlands Insecten, im 38. Heft, erstbeschrieben. Typlokalität ist Braunschweig (Brunsvigia).
Pseudoophonus ist eine 1844 von Motschulsky als Gattung beschriebene Artengruppe. Sie wird bis heute, je nach Bearbeiter, als eigenständige Gattung oder als Untergattung der Gattung Harpalus aufgefasst. Dementsprechend wird die Art von vielen Taxonomen Pseudoophonus griseus genannt. Die aus Xinjiang, China, beschriebene Harpalus (Pseudoophonus) xinjiangensis Huang, Hu & Sun, 1994 wurde mit Harpalus griseus synonymisiert.